# Nissan (eiland)
Nissan is een eiland in Papoea-Nieuw-Guinea. Het is 37 km² groot en het hoogste punt is 34 meter.
De volgende zoogdieren komen er voor:
- Wild zwijn (Sus scrofa) (geïntroduceerd)
- Phalanger orientalis (geïntroduceerd)
- Polynesische rat (Rattus exulans) (geïntroduceerd)
- Zwarte rat (Rattus rattus) (geïntroduceerd)
- Rattus praetor (fossiel; geïntroduceerd)
- Pteropus admiralitatum (onzeker)
- Emballonura nigrescens
- Hipposideros calcaratus
- Myotis adversus